# Медески, Джон
Э́нтони Джон Меде́ски (англ. Anthony John Medeski; р. 28 июня 1965, Луисвилл, Кентукки, США) — американский джазовый пианист и композитор.

## Биография
Получив классическое музыкальное образование, увлёкся такими музыкальными направлениями, как фанк и джаз. В 1991 году сформировал популярное джазовое трио «Medeski Martin & Wood».

## Музыканты, с которыми сотрудничал Медески
- Ти-Боун Бернет,
- KD Lang,
- Джон Скофилд,
- Игги Поп,
- Мейсио Паркер,
- The Blind Boys of Alabama,
- Джон Зорн,
- АукцЫон;
- Уилл Бернард (альбом 2008 года «Blue Plate Special»),
- Чес Смит,
- Morphine.

## Дискография
В составе Medeski Martin and Wood
- Notes From the Underground, 1992
- It’s a Jungle in Here, 1993
- Friday Afternoon in the Universe, 1995
- Shack-man, 1996
- Farmer’s Reserve, 1997
- Bubblehouse, 1997
- Combustication, 1998
- Combustication Remixes, 1999
- Last Chance to Dance Trance (perhaps), 1999
- Tonic, 2000
- The Dropper, 2000
- Electric Tonic, 2001
- Uninvisible, 2002
- End Of The World Party (just in case), 2004
- Note Bleu — Best of the Blue Note Years 1998—2005, 2006 (Anthologie der bisherigen sechs Blue Note Records-Alben)
- Out Louder, 2006 (als «Medeski, Scofield, Martin & Wood»)
- Let’s Go Everywhere, 2008
- Radiolarians, 2008-2009 (Трилогия)

Piano-Begleitung
- Jazz Composers Orchestra — Flux, 1992
- Mandala Octet — The Lost Elephant, 1992
- Billy Lowe und Philippe Crettien — Sunday Train, 1993
- Ken Schlaphorst — When the Moon jumps, 1993
- David Fiuczynski — Lunar Crush, 1994
- Dougie Bowne — One Way Elevator, 1994
- Ken Schaphorst — Over the Rainbow, 1996